# Иванов, Александр Евдокимович
Александр Евдокимович Иванов (1844-?) — архитектор эпохи поздней эклектики и модерна. Строил жилые и общественные здания в Санкт-Петербурге.

## Проекты
- Лесной проспект, 7/улица Комиссара Смирнова, 5 — доходный дом. 1896.
- Улица Радищева,38/Гродненский переулок, 20, угловая часть — доходный дом. 1897. (Надстроен).
- Виленский переулок, 15/Фонтанная улица, 8 — казармы 18-го саперного батальона. 1901.
- Дровяной переулок, 9, правая часть — доходный дом. 1904.
- Улица Радищева, 33,37/Басков переулок, 30/Виленский переулок, 13 — комплекс казарм 18-го саперного батальона. Перестройка и расширение. 1906. (Частично надстроены).